# Championnat de France de rugby à XV de 2e division 2004-2005
Navigation
Pro D2 2003-2004 Pro D2 2005-2006
Le Championnat de France de rugby à XV de 2e division 2004-2005 ou Pro D2 2004-2005 oppose seize clubs professionnels français pour le gain d'une place dans le Top 16. La compétition se déroule du 28 août 2004 au 5 juin 2005 en deux phases. Au cours de la première phase dit régulière, les équipes s'affrontent en matchs aller retour. À l'issue de la phase régulière, le club terminant à la première place du classement est directement promu en 1re division tandis que les deux dernières sont reléguées en 1re division fédérale. Les équipes classées de la deuxième à la cinquième place s'affrontent au cours d'une deuxième phase qualificative à élimination directe sur deux tours. Le vainqueur de cette seconde phase rencontre le club classé à la treizième place du Top 16 en match de barrage pour une accession en première division. Ce fonctionnement exceptionnel est imposé par le passage de la première division à format de 14 équipes pour la saison suivante.
Le premier classé, le RC Toulon, accède directement au Top 14. Aurillac sort vainqueur de la phase finale qualificative et affronte la Section paloise au Stade Ernest-Wallon de Toulouse dans un match de barrage le 12 juin. Les Palois s'imposent largement (46-13) et se maintiennent dans l'élite. Les équipes du Pays d'Aix RC, de Limoges et du CA Périgueux sont reléguées en Fédérale 1. Le 5 juillet 2005 la Direction nationale d'aide et de contrôle de gestion (DNACG), refuse l'engagement de Grenoble relégué du Top 16 en Pro D2 et le rétrograde en Fédérale 1 pour la saison 2005-06 ; Grenoble est remplacé par Pays d'Aix qui est donc repêché. Colomiers est le seul club de la Fédérale 1 promu en Pro D2 compte tenu de la réduction à 14 clubs du championnat de première division.

## Résumé des résultats

### Classement de la saison régulière
| Rang | Club                | J  | V  | N | D  | Bo | Bd | Pm  | Pe   | Diff | Pts |
| ---- | ------------------- | -- | -- | - | -- | -- | -- | --- | ---- | ---- | --- |
| 1    | RC Toulon           | 30 | 23 | 1 | 6  | 11 | 2  | 840 | 460  | +380 | 107 |
| 2    | US Montauban (R)    | 30 | 22 | 0 | 8  | 10 | 5  | 822 | 469  | +353 | 103 |
| 3    | Lyon OU             | 30 | 20 | 0 | 10 | 6  | 5  | 693 | 537  | +156 | 91  |
| 4    | Stade montois       | 30 | 17 | 1 | 12 | 8  | 7  | 801 | 599  | +202 | 85  |
| 5    | Stade aurillacois   | 30 | 18 | 0 | 12 | 5  | 7  | 743 | 565  | +178 | 84  |
| 6    | Stade bordelais (P) | 30 | 18 | 0 | 12 | 4  | 6  | 614 | 587  | +27  | 82  |
| 7    | Tarbes PR           | 30 | 17 | 1 | 12 | 3  | 6  | 609 | 552  | +57  | 79  |
| 8    | SC Albi             | 30 | 14 | 0 | 16 | 11 | 8  | 708 | 525  | +183 | 75  |
| 9    | US Dax              | 30 | 15 | 1 | 14 | 3  | 4  | 672 | 698  | -26  | 69  |
| 10   | US Tyrosse          | 30 | 15 | 1 | 14 | 0  | 5  | 543 | 659  | -116 | 67  |
| 11   | US Oyonnax          | 30 | 14 | 0 | 16 | 2  | 7  | 551 | 618  | -67  | 65  |
| 12   | Métro Racing 92     | 30 | 13 | 1 | 16 | 6  | 3  | 571 | 786  | -215 | 63  |
| 13   | Stade rochelais     | 30 | 10 | 3 | 17 | 2  | 7  | 600 | 743  | -143 | 55  |
| 14   | Pays d'Aix RC (P)   | 30 | 10 | 0 | 20 | 4  | 4  | 523 | 700  | -177 | 48  |
| 15   | USA Limoges         | 30 | 6  | 1 | 23 | 1  | 10 | 522 | 752  | -230 | 37  |
| 16   | CA Périgueux        | 30 | 3  | 0 | 27 | 0  | 3  | 464 | 1026 | -562 | 15  |

|  | Champion de France de Pro D2, promu en Top 14 (no 1)          |
|  | Qualifiés pour la phase finale de qualification (no 2 à no 5) |
|  | Relégation en Fédérale 1 (no 14, no 15 et no 16)              |
|  | P : promus 2004 • R : relégués 2004                           |

Attribution des points : victoire sur tapis vert : 5, victoire : 4, match nul : 2, défaite : 0, forfait : -2 ; plus les bonus (offensif : au moins 4 essais inscrits ; défensif : défaite par 7 points d'écart ou moins).
Règles de classement : ?

### Barrages d'accession en Top 14

#### Demi-finales
| 2005 | US Montauban | 20 – 21 | Stade aurillacois | Stade Sapiac, Montauban |
| 2005 |              |         |                   | Stade Sapiac, Montauban |
| 2005 |              |         |                   | Stade Sapiac, Montauban |

| 2005 | Lyon OU | 25 – 3 | Stade montois |  |
| 2005 |         |        |               |  |
| 2005 |         |        |               |  |

#### Finale
| 2005 | Stade aurillacois | 21 – 19 | Lyon OU | stade Marcel Michelin,Clermont-ferrand |
| 2005 |                   |         |         | stade Marcel Michelin,Clermont-ferrand |
| 2005 |                   |         |         | stade Marcel Michelin,Clermont-ferrand |

#### Match de barrage contre le13edu Top 16
| 12 juin 2005 | Stade aurillacois | 13 - 46 | Section paloise | Stade Ernest-Wallon, Toulouse Arbitre : Joël Jutge |
| 12 juin 2005 | Essai(s) : 1 Anthony Martrette (47e) Transformation(s) : 1 Maxime Petitjean (47e) Pénalité(s) : 2 Maxime Petitjean (13e, 59e) |         | Essai(s) : 6 Jean-Charles Cistacq (40e, 56e) Romain Terrain (62e) Garrick Morgan (70e) Jack Isaac (77e) Nicolas Mouret (80e) Transformation(s) : 4 Ludovic Mercier Pénalité(s) : 2 Ludovic Mercier (3e, 16e) | Stade Ernest-Wallon, Toulouse Arbitre : Joël Jutge |
| 12 juin 2005 | |         | | Stade Ernest-Wallon, Toulouse Arbitre : Joël Jutge |

| Titulaires · Jean-François Viars 15 · Valentin Maftei 14 · Fabrice Ribeyrolles 13 · Romeo Gontineac 12 · Stéphane Robert 11 · Maxime Petitjean 10 · Mickaël Gracia 90 · Fabien Domingo 80 · Fabien Berneau 70 · 47e Anthony Martrette 60 · David Gabin 50 · David Courteix 40 · Ludovic Monier 30 · Roger Ripol 20 · Vincent Caldayroux 10 · Remplaçants · Arsène Bernard N'Nomo 16 · Franck Membrado 17 · David Payrat 18 · Mathieu Lescure 19 · Stéphane Borel 20 · Guillaume Marque 21 · Konstantin Rachkov 22 · Entraîneur · Michel Peuchlestrade · Thierry Peuchlestrade · Victor Boffelli |  | Titulaires · 15 Lionel Beauxis · 14 Nicolas Mouret 80e · 13 Jean-Charles Cistacq 40e 56e · 12 Jean-Emmanuel Cassin · 11 Jean-Marc Souverbie · 10 Ludovic Mercier · 09 Philippe Carbonneau · 08 Alexandru Manta · 07 Patrick Tabacco · 06 Pierre Som · 05 Garrick Morgan 70e · 04 Olivier Nauroy · 03 Olivier Sourgens · 02 Marius Tincu · 01 Fernando Guatieri · Remplaçants · 16 David Laperne · 17 Fabien Boiroux · 18 Romain Terrain 62e · 19 Vincent Forgues · 20 Patrick Furet · 21 Jack Isaac 77e · 22 Nicolas Martin · Entraîneurs · Laurent Rodriguez · Yannick Vignette |

## Résultats détaillés

### Phase régulière

#### Tableau synthétique des résultats
L'équipe qui reçoit est indiquée dans la colonne de gauche.
| Clubs             | AIX   | ALB   | AUR   | BOR   | DAX   | LIM   | LOU   | MON   | MDM   | OYO   | PER   | RAC   | ROC   | TAR   | RCT   | TYR   |
| ----------------- | ----- | ----- | ----- | ----- | ----- | ----- | ----- | ----- | ----- | ----- | ----- | ----- | ----- | ----- | ----- | ----- |
| Pays d'Aix RC     |       | 3-16  | 19-12 | 30-23 | 11-10 | 37-19 | 33-24 | 12-23 | 27-22 | 15-22 | 38-8  | 19-6  | 13-32 | 12-14 | 10-12 | 38-6  |
| SC Albi           | 26-12 |       | 18-15 | 43-9  | 39-12 | 32-18 | 11-18 | 17-21 | 29-17 | 38-3  | 47-17 | 42-17 | 60-10 | 34-3  | 32-22 | 47-16 |
| Stade aurillacois | 38-7  | 22-13 |       | 57-17 | 36-21 | 33-9  | 26-15 | 19-8  | 15-14 | 25-26 | 55-8  | 32-15 | 43-19 | 22-9  | 22-11 | 14-18 |
| Stade bordelais   | 24-19 | 13-7  | 30-18 |       | 34-9  | 36-9  | 29-21 | 29-26 | 25-22 | 44-16 | 38-8  | 19-9  | 17-3  | 20-12 | 12-17 | 20-16 |
| US Dax            | 37-14 | 35-21 | 17-15 | 30-15 |       | 26-3  | 32-28 | 20-22 | 23-24 | 17-14 | 43-16 | 46-6  | 12-6  | 30-23 | 33-27 | 23-19 |
| Limoges rugby     | 21-6  | 22-17 | 16-20 | 12-13 | 26-27 |       | 17-18 | 3-33  | 32-32 | 22-18 | 16-23 | 28-29 | 40-16 | 12-20 | 17-25 | 17-19 |
| Lyon OU           | 34-10 | 20-8  | 32-22 | 22-19 | 25-9  | 24-13 |       | 15-12 | 29-9  | 19-6  | 56-17 | 46-13 | 43-22 | 27-21 | 12-9  | 26-10 |
| US Montauban      | 50-9  | 19-14 | 24-20 | 32-0  | 46-17 | 32-3  | 17-12 |       | 27-29 | 32-15 | 54-0  | 53-3  | 33-12 | 25-23 | 32-14 | 12-9  |
| Stade montois     | 22-10 | 21-10 | 41-13 | 19-20 | 37-19 | 40-17 | 40-9  | 40-31 |       | 24-13 | 57-13 | 41-12 | 44-15 | 26-6  | 6-16  | 34-20 |
| US Oyonnax        | 30-12 | 21-14 | 18-17 | 20-11 | 26-10 | 9-11  | 15-12 | 22-23 | 31-19 |       | 35-10 | 12-0  | 23-24 | 22-16 | 13-16 | 27-19 |
| CA Périgueux      | 18-28 | 23-10 | 24-35 | 13-24 | 31-32 | 20-30 | 17-37 | 10-31 | 9-26  | 19-25 |       | 15-29 | 21-23 | 18-26 | 11-37 | 21-19 |
| Racing Métro 92   | 36-28 | 20-9  | 28-32 | 18-17 | 44-26 | 29-24 | 16-21 | 12-21 | 25-23 | 29-20 | 28-17 |       | 16-16 | 15-12 | 20-25 | 21-16 |
| Stade rochelais   | 31-10 | 25-14 | 21-23 | 15-22 | 27-27 | 32-12 | 9-10  | 23-20 | 13-17 | 21-13 | 41-12 | 30-33 |       | 12-12 | 17-18 | 47-10 |
| Tarbes Pyrénées   | 31-13 | 16-13 | 17-20 | 19-18 | 15-13 | 27-22 | 13-6  | 17-12 | 18-13 | 29-22 | 45-12 | 43-19 | 21-12 |       | 19-10 | 49-17 |
| RC Toulon         | 28-10 | 33-6  | 28-13 | 33-6  | 33-10 | 35-12 | 37-14 | 28-15 | 54-26 | 41-5  | 43-24 | 34-15 | 69-13 | 30-16 |       | 39-3  |
| US Tyrosse        | 25-17 | 22-21 | 22-9  | 12-10 | 15-6  | 17-19 | 25-18 | 22-36 | 18-16 | 28-9  | 18-9  | 19-8  | 35-13 | 25-17 | 16-16 |       |

|  | Victoire à domicile |  | Match nul |  | Défaite à domicile |

#### Détail des résultats
Les points marqués par chaque équipe sont inscrits dans les colonnes centrales (3-4) alors que les essais marqués sont donnés dans les colonnes latérales (1-6). Les points de bonus sont symbolisés par une bordure bleue pour les bonus offensifs (trois essais de plus que l'adversaire), jaune pour les bonus défensifs (défaite avec au plus sept points d'écart), verte si les deux bonus sont cumulés.

### Barrages d'accession en Top 14

#### Demi-finales
| 2005 | US Montauban | 20 – 21 | Stade aurillacois | Stade Sapiac, Montauban |
| 2005 |              |         |                   | Stade Sapiac, Montauban |
| 2005 |              |         |                   | Stade Sapiac, Montauban |

| 2005 | Lyon OU | 25 – 3 | Stade montois |  |
| 2005 |         |        |               |  |
| 2005 |         |        |               |  |

#### Finale
| 2005 | Stade aurillacois | 21 – 19 | Lyon OU | stade Marcel Michelin,Clermont-ferrand |
| 2005 |                   |         |         | stade Marcel Michelin,Clermont-ferrand |
| 2005 |                   |         |         | stade Marcel Michelin,Clermont-ferrand |

#### Match de barrage contre le13edu Top 16
| 12 juin 2005 | Section paloise | 46 – 13 | Stade aurillacois | Stade Ernest-Wallon, Toulouse |
| 12 juin 2005 |                 |         |                   | Stade Ernest-Wallon, Toulouse |
| 12 juin 2005 |                 |         |                   | Stade Ernest-Wallon, Toulouse |